# Vasculitis
Een vasculitis (meervoud: vasculitiden) of angiitis is een ontsteking van de wanden van bloedvaten.
Vasculitis is een verzamelnaam voor veel verschillende ziekten. Bij sommige vormen van vasculitis worden de grote bloedvaten in het lichaam getroffen. Bij andere vormen zijn het juist de microscopische kleine vaatjes.
We onderscheiden 'primaire vasculitis', waarbij er geen onderliggende oorzaak is, en 'secundaire vasculitis', waarbij de ontsteking het gevolg is van een andere ziekte. 
De vasculitis kan plaatselijk optreden, en beperkt zich dan tot de bloedvaatjes van één orgaan. Wanneer  de vasculitis zich op meerdere plaatsen in het lichaam manifesteert, spreekt men van systeemvasculitis of systemische vasculitis.
In 1993 werd op de Chapel Hill Consensus Conference een wereldwijd geaccepteerde indeling gemaakt van de vasculitiden:
- Vasculitiden van de grote bloedvaten:
  - Reuscelarteritis
  - Takayasu arteritis

- Vasculitiden van de middelgrote bloedvaten:
  - Polyarteritis nodosa
  - Ziekte van Kawasaki

- Vasculitiden van de kleinere bloedvaten:
  - ANCA-geassocieerde vasculitiden:
    - Ziekte van Wegener
    - Syndroom van Churg-Strauss
    - Microscopische polyangiitis

  - niet-ANCA-geassocieerde vasculitiden:
    - Purpura van Henoch-Schönlein
    - Essentiële cryoglobulinemische vasculitis
    - Cutane leucocytoclastische angiitis

## Systeemvasculitis
Systeemvasculitis is de naam van een aantal ziekten die gemeenschappelijk hebben dat ze door het hele lichaam heen ontsteking van de bloedvaten kunnen veroorzaken (systeem: het lichaamsgestel; vasculitis: vascul- = bloedvaten; -itis = ontsteking). De oorzaak van deze ziekten is meestal onbekend. Bekend is wel dat het gaat om een ontsporing van het afweersysteem. 
Het afweersysteem van het lichaam valt namelijk ten onrechte lichaamseigen weefsel aan. Men spreekt dan van een auto-immuunziekte. Systeemvasculitis is een auto-immuunziekte waarbij de bloedvaten ontstoken raken. Daardoor kunnen vernauwingen van de bloedvaten ontstaan en plaatselijke bloedingen. De weefsels en organen die door de aangedane bloedvaten worden gevoed, krijgen hierdoor onvoldoende bloed. Het gevolg is dat ze niet meer goed functioneren en - zonder tijdige behandeling - zelfs kunnen afsterven.